# ماكس رينثالر
ماكس رينثالر (بالإيطالية: Max Reinthaler)‏ (22 مارس 1995 ببولسانو في إيطاليا - ) هو لاعب كرة قدم إيطالي في مركز الوسط. لعب مع نادي آوغسبورغ ونادي أودينيزي وTSV Gersthofen ‏ وRydaholms GoIF ‏.

## روابط خارجية
- ماكس رينثالر على موقع قاعدة بيانات كرة القدم.إي يو (الإنجليزية)
- ماكس رينثالر على موقع Soccerway.com (الإنجليزية)
- ماكس رينثالر على موقع عالم كرة القدم.نت (الإنجليزية)
- ماكس رينثالر على موقع AS.com (الإسبانية)